# Michele il Siro
Michele il Siro (Melitene, 28 novembre 1126 – Melitene, 7 novembre 1199) è stato un vescovo cristiano orientale e scrittore siro, noto anche come Michele il Grande (o come Michele il Vecchio per distinguerlo dal nipote Michele il Giovane).

## Biografia
Michele fu il patriarca della Chiesa ortodossa siriaca dal 1166 al 1199. Oggi è noto soprattutto come autore delle più estese cronache medievali composte in lingua siriaca. Ma ci sono rimaste anche molte altre sue opere. La sua vita è stata scritta da Barebreo.
Nacque nel 1126 a Melitene, oggi Malatya, figlio del sacerdote Eliya (o Elias) della famiglia Qindasi. Un suo zio, il monaco Athanasius, diventò vescovo di Anazarbe in Cilicia nel 1136.
In quel periodo Melitene faceva parte del regno della dinastia turcomanna dei Danishmendidi. Quando il regno fu diviso in due nel 1142 diventò la capitale di uno dei due principati. Nel 1178 diventò parte del Sultanato di Rum. Il monastero di Bar Sauma era vicino alla città, ed era la sede patriarcale dall'XI secolo.
Entrò fin da bambino a servizio del monastero, e diventò archimandrita prima dei trent'anni di età. Fece eseguire vari perfezionamenti alle strutture del convento, fra cui il miglioramento del rifornimento idrico e delle difese contro gli assalti delle scorribande. Il 18 ottobre 1166 fu eletto patriarca della Chiesa giacobita; venne consacrato alla presenza di 28 vescovi.
Nel 1168 fece un pellegrinaggio a Gerusalemme, poi rimase per un anno ad Antiochia. Tutte e due le città in quel tempo facevano parte degli stati crociati latini, e Michele stabilì eccellenti relazioni con i capi dei Crociati, specialmente con Amalrico di Nesle, patriarca latino di Gerusalemme. Ritornato al monastero di Bar Sauma nell'estate del 1169, tenne un sinodo e tentò una riforma della Chiesa, a quei tempi corrotta dalla simonia.
L'imperatore bizantino Manuele I Comneno lo avvicinò per negoziare una riunificazione delle Chiese. Ma si rifiutò di recarsi a Costantinopoli quando ricevette l'invito dell'imperatore. E si rifiutò due volte, nel 1170 e nel 1172, di incontrare l'inviato Teoriano, mandando invece come sui rappresentanti prima il vescovo Giovanni di Kaishoum, poi il discepolo Teodoro bar Wahbon. In tre successive lettere all'imperatore, Michele rispose con una semplice riaffermazione del credo miafisita dei Giacobiti.
Intorno al 1174 Michele dovette contendere la rivolta di una fazione di vescovi. Egli stesso fu arrestato due volte su istigazione dei vescovi dissidenti, come da lui affermato: la prima volta dai servitori del prefetto di Mardin, la seconda da quelli dell'emiro di Mosul. Anche i monaci di Bar Sauma si ribellarono contro di lui nel 1171 e nel 1176.
Tra il 1178 e il 1180 risiedette di nuovo negli stati crociati, ad Antiochia e a Gerusalemme. Fu invitato dal papa Alessandro III a partecipare al Concilio Lateranense III, ma si rifiutò di recarsi. Tuttavia partecipò al concilio in modo epistolare; scrivendo un lungo trattato sugli Albigesi, sulla base delle informazioni che gli vennero fornite.
Nel 1180 il suo un tempo allievo Teodoro bar Wahbon fu eletto egli stesso patriarca ad Amida, con il nome di Giovanni, da alcuni vescovi dissidenti, dando inizio ad uno scisma che sarebbe durato 13 anni. Michele intraprese un'azione energica, contrastò gli anti-patriarchi, rinchiuse Teodoro a Bar Sauma e formalmente lo depose. Alcuni monaci gli permisero di scappare; egli fuggì a Damasco e tentò invano di appellarsi a Saladino. Quindi si recò a Gerusalemme e, dopo la caduta della città nel 1187, andò a Hromgla con il catholicòs armeno Gregorio IV, che gli permise di ottenere un riconoscimento ufficiale dal principe Leone II dell'Armenia Minore. Teodoro aveva molti sostenitori, e lo scisma non terminò fino alla morte di Teodoro nell'estate del 1193. Secondo Barebreo, Teodoro era in grado di scrivere e parlare siriaco, greco, armeno ed arabo; e scrisse una difesa della sua causa contro Michele in lingua araba.
Nel 1182 Michele ricevette il sultano Qilij Arslan II a Melitene, dove si scambiarono cordiali conversazioni.
Morì nel monastero di Bar Sauma il 7 novembre del 1199 all'età di 72 anni, dopo essere stato patriarca per 33 anni.

### Michele il Giovane
Suo nipote Michele il Giovane, noto anche come Yeshti Sephethana o "Grandi Labbra" diventò anti-patriarca a Melitene dal 1199 al 1215, in opposizione ad Atanasio IX e poi a Giovanni XIV.

## Opere
Michele fu un autore prolifico. Scrisse opere sulla liturgia, sulla dottrina della Chiesa giacobita e sulla legge canonica. Ci sono rimasti anche molti sermoni, per la maggior parte non ancora pubblicati. Michele il Siro è noto soprattutto per la sua Cronaca mondiale, che è la cronaca più lunga ed esauriente sopravvissuta in lingua siriaca.

### LaCronaca

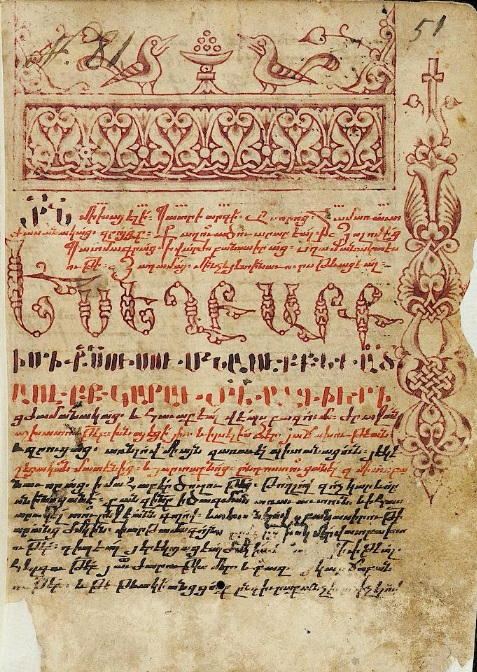
Traduzione armena della Cronaca di Michele il Siro (1432)

Questa cronaca va dalla Creazione all'epoca contemporanea dell'autore. Fa uso di antiche Storie ecclesiastiche oggi perdute; per es. la sua trattazione del periodo tardo-antico si basa soprattutto sugli Annali di Dionisio I di Tel Mahre. Include anche una versione del cosiddetto Testimonium Flavianum.
L'opera sopravvive in un solo manoscritto eseguito nel 1598 in siriaco nella variante dell'alfabeto denominata Serto. Essa fu copiata da un manoscritto precedente , esso stesso copiato dall'autografo di Michele. Questo manoscritto è oggi custodito in una scatola chiusa a chiave in una chiesa di Aleppo, e non è accessibile nemmeno agli studiosi. Tuttavia lo studioso francese Jean-Baptiste Chabot riuscì ad ottenere una copia eseguita a mano nel 1888; e ne pubblicò una riproduzione fotografica in quattro volumi (1899-1910), con una traduzione in francese.

La cronaca universale dalla creazione all'anno 1195 fu pubblicata per la prima volta nel 1874 a Parigi, in occasione dell'ottocentenario della morte. È il più voluminoso testo noto in siriaco, e, secondo alcuni autori, la più corposa cronaca universale mai scritta fino al medioevo. Il resto del suo ministero andò perduto: la Chiesa, gli edifici, le riforme, la sua biblioteca, ricca di testi sacri che il patriarca fece impreziosire con miniature in argento e oro.
Nel 2009 il fac-simile del codice di Edessa-Aleppo è stato pubblicato dalla casa editrice Gorgias Press nel primo volume, a cura di Mor Gregorios Yuhanna Ibrahim, di una serie sulle Cronache di Michele il Grande.
Abbiamo anche una traduzione abbreviata in lingua armena, della quale Victor Langlois pubblicò una traduzione in francese nel 1868. Soltanto questa versione conserva la prefazione dell'opera. Esiste anche una versione più corta sempre in armeno, ma non è mai stata pubblicata.
La British Library di Londra possiede una versione in Garshuni, ovvero in lingua araba ma in alfabeto siriaco (ms. Orient. 4402). In un manoscritto del Vaticano esiste una versione in arabo con un libro 5
Come testimonianze secondarie si può citare che Barebreo, Pseudo-Giacobbe e Maribas il Caldeo fecero tutti e tre affidamento all'opera di Michele.

## Varia
La sua opera è stata usata dagli scienziati della NASA per aver riportato alcuni cambiamenti climatici, che oggi sappiamo che erano conseguenze di eruzioni vulcaniche. Egli scrisse che nel 536 d.C.:
Il sole si oscurò e l'oscurità durò 18 mesi. Ogni giorno splendeva per circa 4 ore, e ancora questa luce era solo una vaga ombra. Tutti dicevano che il sole non avrebbe più recuperato la sua piena luce. I frutti non maturarono e il vino aveva il sapore dell'uva acerba.
E nel 626 d.C.:
Nell'anno 626 d.C. la luce di metà della sfera solare scomparve, e ci fu l'oscurità da ottobre a giugno. Di conseguenza la gente diceva che la sfera del sole non sarebbe più ritornata al suo stato originario.
Egli è una fonte contemporanea degli stati crociati latini, e riporta la tolleranza e la liberalità dei Franchi cattolici verso i Miafisiti:
Le alte gerarchie della nostra Chiesa giacobita vivevano in mezzo a loro senza essere perseguitati o molestati. In Palestina, come in Siria, non incontrarono mai alcuna difficoltà per motivo della loro fede, né insistettero su una singola formula per tutti i popoli e tutte le lingue dei Cristiani. Ma essi consideravano cristiano chiunque venerava la Croce senza domande né esami della Croce.
Egli fa le lodi anche dei Cavalieri Templari e dei Cavalieri Ospitalieri verso il suo popolo:
Quando i Templari o gli Ospitalieri devono occupare un incarico militare, e reggerlo fino alla morte, muoiono così facendo. Quando un fratello muore, in suo nome dànno da mangiare ai poveri per 40 giorni, e dànno alloggio a 40 persone. Considerano martiri tutti quelli che muoiono in combattimento. Distribuiscono ai poveri la decima parte del loro cibo e delle loro bevande. Ogni volta in cui cuociono il pane delle loro case, ne risevano la decima parte per i poveri. Nonostante le loro grandi ricchezze, sono caritatevoli con tutti quelli che venerano la croce. Fondarono dovunque ospedali, servendo ed aiutando gli estranei che si ammalavano.
Ci fornisce un'idea su quello che gli scrittori pensavano dell'origine di molteplici nazioni, e la riverenza delle sue origini aramee che è fortemente influenzata dalla sua formazione presso la Scuola di Edessa:
Con l'aiuto di Dio mettiamo per iscritto la memoria dei regni che appartengono in passato al nostro popolo arameo, cioè, i figli di Aram, che sono chiamati Suryoye (Siri), questo popolo che viene dalla Siria.